# Saverna
Saverna (Duits: Sawwern) is een plaats in de Estlandse gemeente Kanepi, provincie Põlvamaa. Saverna heeft de status van dorp (Estisch: küla) en telt 311 inwoners (2021).
Tot in oktober 2017 lag Saverna in de gemeente Valgjärve, waarvan het de hoofdplaats was. In die maand werd Valgjärve bij de gemeente Kanepi gevoegd.
Saverna ligt aan de Põhimaantee 2, de hoofdweg van Tallinn via Tartu naar Pskov.

## Geschiedenis
Saverna werd voor het eerst vermeld in 1582 als landgoed onder de naam Sawiar. Het had dezelfde eigenaar als het landgoed van Valgjärve. In 1790 werd het landgoed Saverna verzelfstandigd.
In 1977 werd het buurdorp Tamme-Soodla bij Saverna gevoegd.

## Foto's

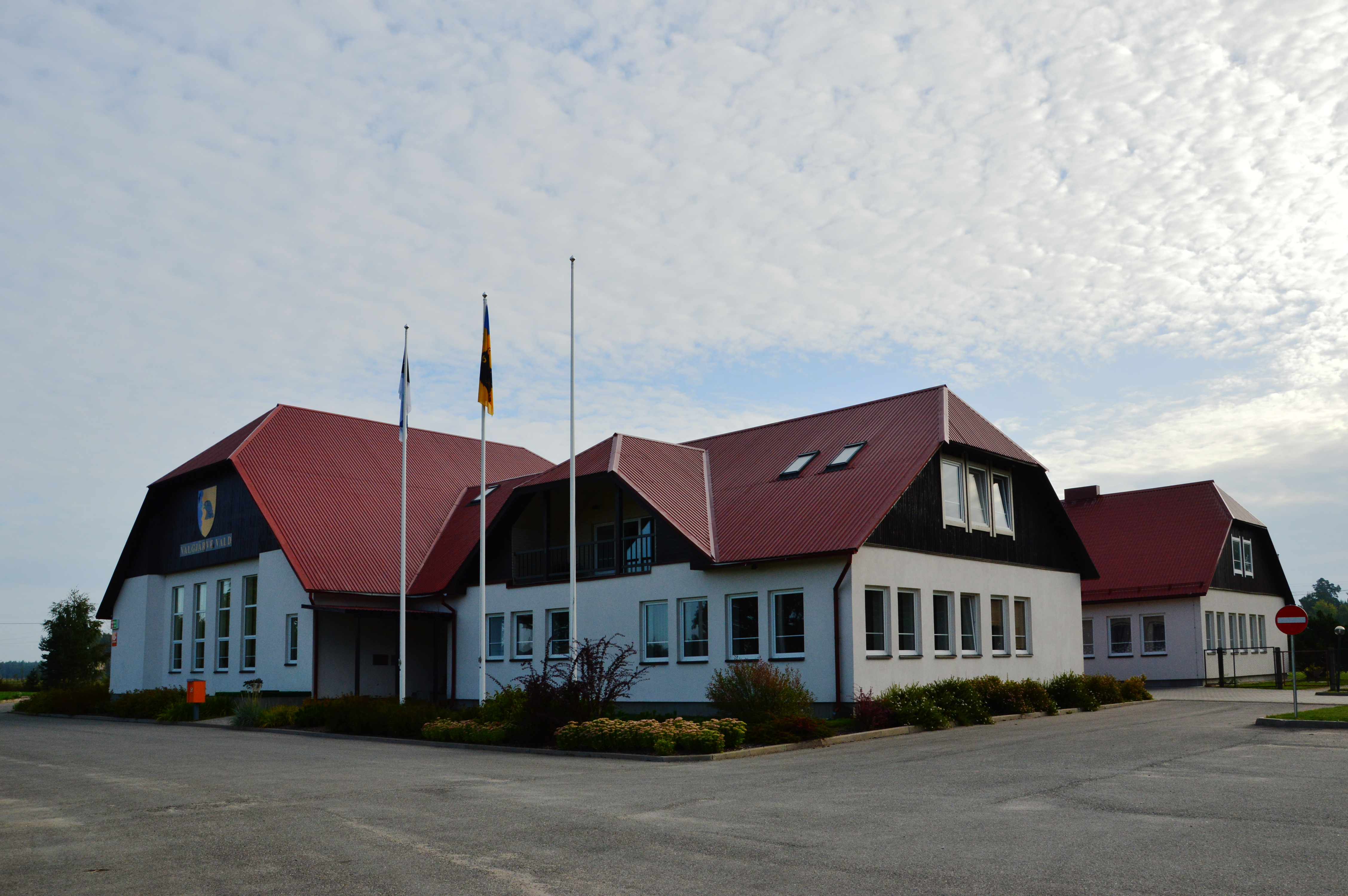
Het voormalige gemeentehuis van Valgjärve
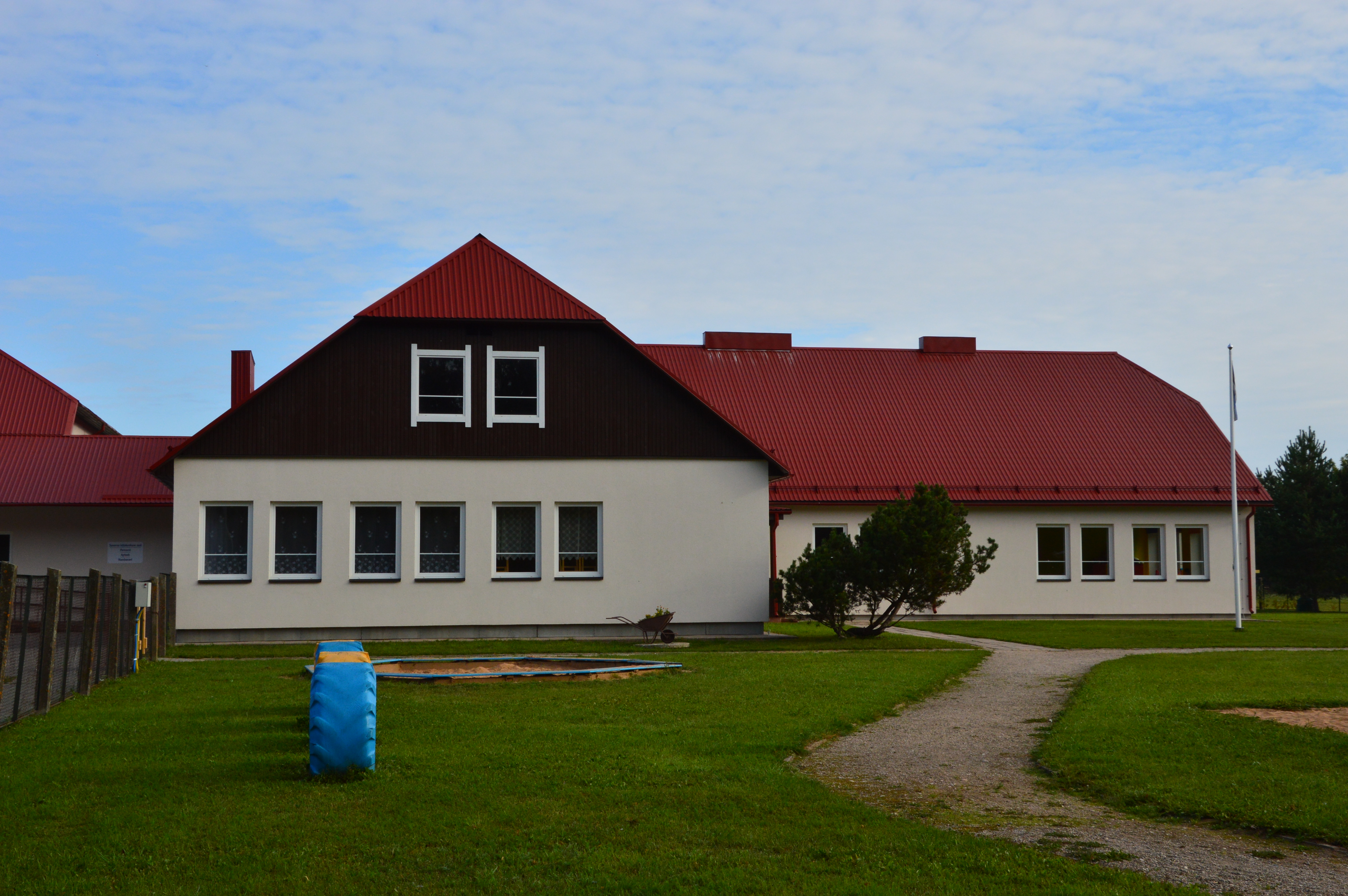
Kleuterschool
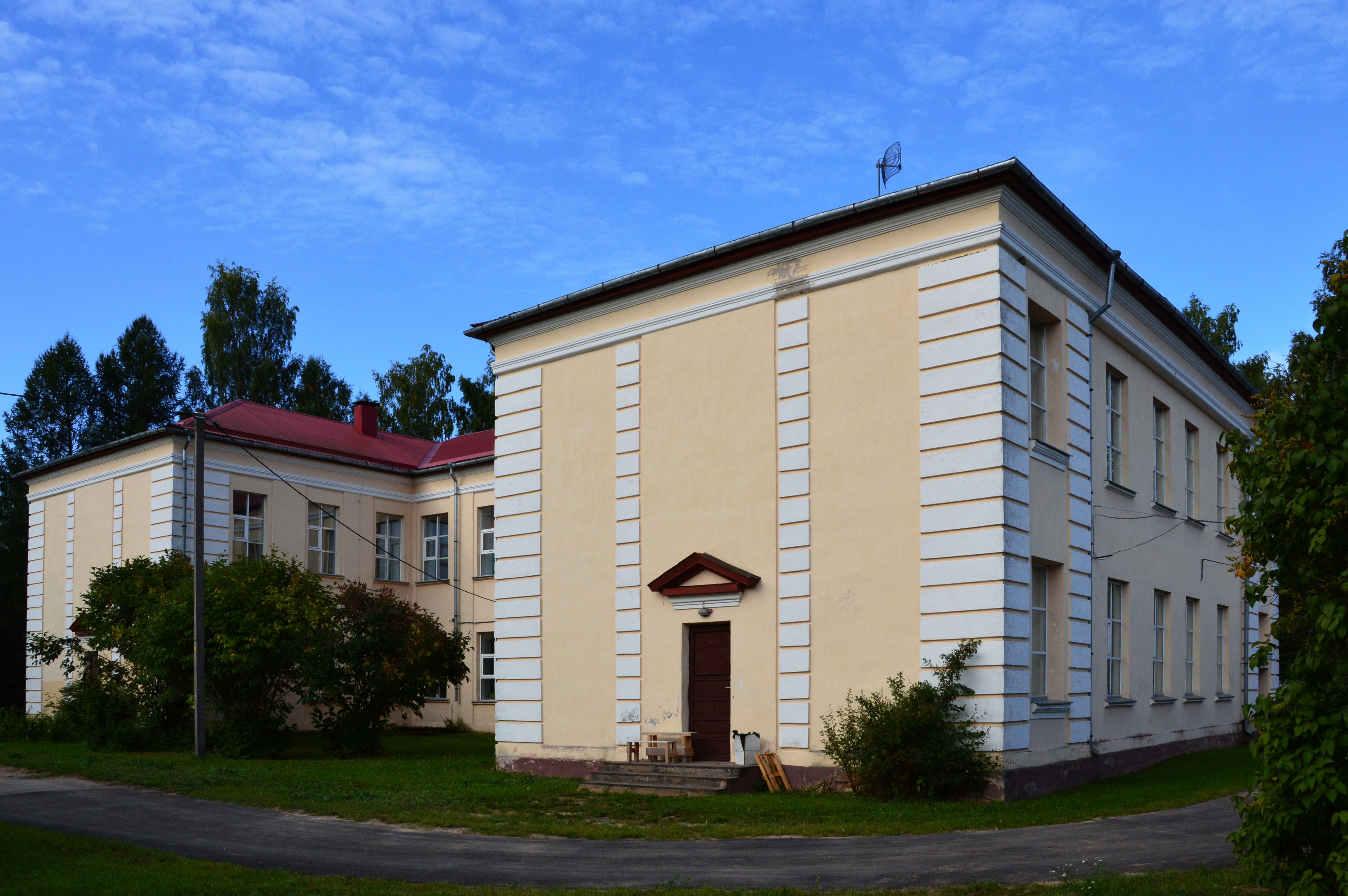
Basisschool
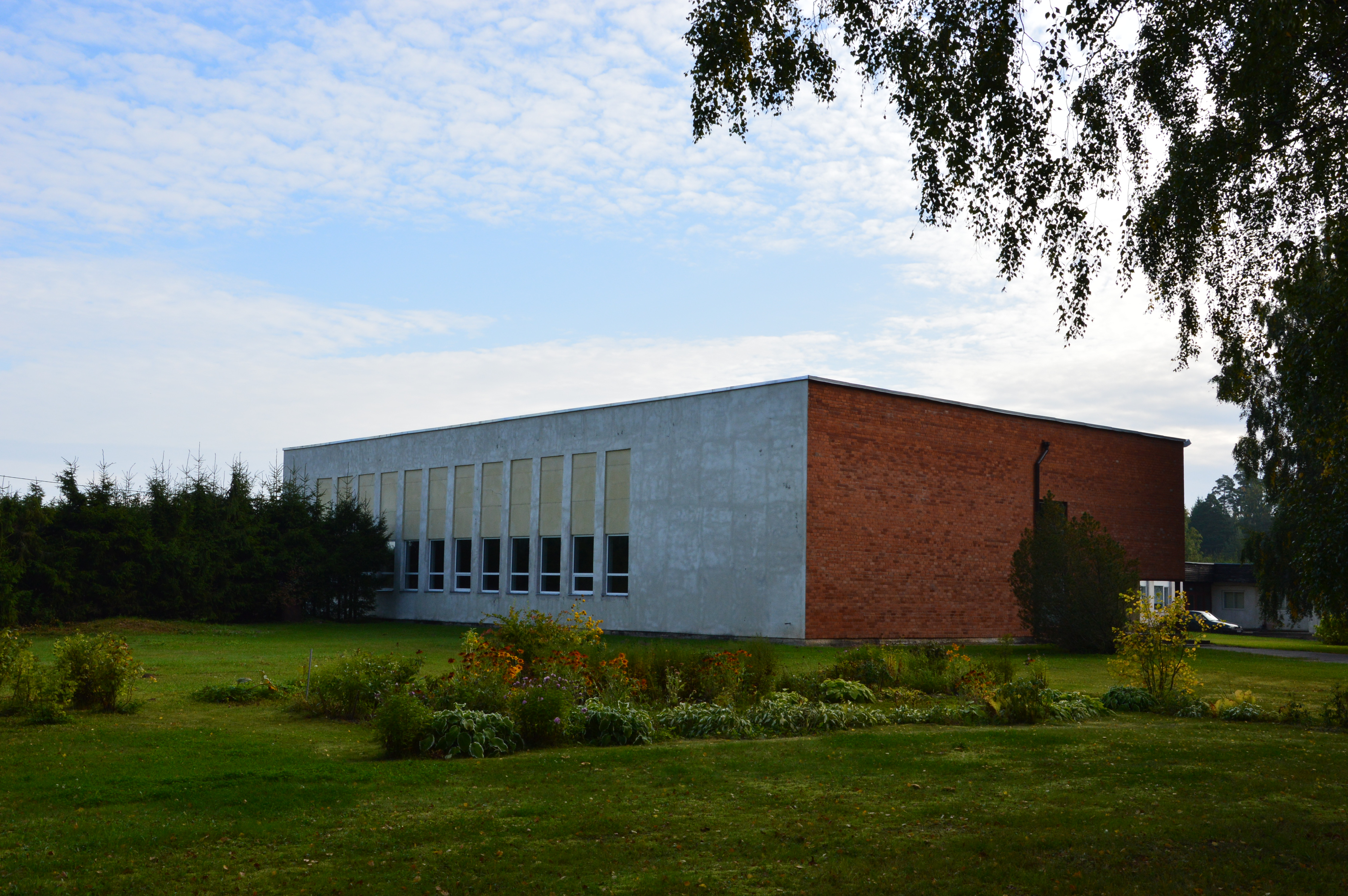
Gymnastieklokaal bij de school